# Premier snark de Blanuša
Le premier snark de Blanuša est, en théorie des graphes, un graphe 3-régulier possédant 18 sommets et 27 arêtes.

## Propriétés

### Propriétés générales
Le diamètre du premier snark de Blanuša, l'excentricité maximale de ses sommets, est 4, son rayon, l'excentricité minimale de ses sommets, est 4 et sa maille, la longueur de son plus court cycle, est 5. Il s'agit d'un graphe 3-sommet-connexe et d'un graphe 3-arête-connexe, c'est-à-dire qu'il est connexe et que pour le rendre déconnecté il faut le priver au minimum de 3 sommets ou de 3 arêtes.

### Coloration
Le nombre chromatique du premier snark de Blanuša est 3. C'est-à-dire qu'il est possible de le colorer avec 3 couleurs de telle façon que deux sommets reliés par une arête soient toujours de couleurs différentes. Ce nombre est minimal.
L'indice chromatique du premier snark de Blanuša est 4. Il existe donc une 4-coloration des arêtes du graphe telle que deux arêtes incidentes à un même sommet soient toujours de couleurs différentes. Ce nombre est minimal. Le premier snark de Blanuša est donc un snark, un graphe connexe, sans isthme, cubique, de maille au moins 5 et d'indice chromatique 4. De 1898 à 1946, le graphe de Petersen est le seul snark connu, jusqu'à ce que la Danilo Blanuša exhibe deux autres exemples, le premier snark de Blanuša et le second snark de Blanuša.
Le théorème du snark, un résultat conjecturé par W. T. Tutte et prouvé en 2001 par Robertson, Sanders, Seymour et Thomas, affirme que tout snark admet le graphe de Petersen comme mineur. Le premier snark de Blanuša admet donc le graphe de Petersen comme mineur.

### Propriétés algébriques
Le groupe d'automorphismes du premier snark de Blanuša est un groupe d'ordre 8 isomorphe au groupe diédral D4, le groupe des isométries  du plan conservant un carré. Ce groupe est constitué de 4 éléments correspondant aux rotations et de 4 autres correspondant aux réflexions.
Le polynôme caractéristique   de la matrice d'adjacence du premier snark de Blanuša est : {\displaystyle (x-3)(x-1)^{3}(x+1)(x+2)(x^{4}+x^{3}-7x^{2}-5x+6)(x^{4}+x^{3}-5x^{2}-3x+4)^{2}}.

## Snarks de Blanuša généralisés
Il existe une généralisation du premier et du second snark de Blanuša en deux familles infinies de snarks d'ordre 8n+10. Elles sont notées respectivement {\displaystyle B_{n}^{1}} et {\displaystyle B_{n}^{2}}. Les snarks de Blanuša sont les deux plus petits membres de ces familles infinies.